# フェリペ・バロイ
フェリペ・アブディエル・バロイ・ラミレス（Felipe Abdiel Baloy Ramírez 、1981年2月24日 - ）は、パナマ・パナマ市出身の元パナマ代表プロサッカー選手。現役時代のポジションは、ディフェンダー。

## 経歴
2001 FIFAワールドユース選手権予選では中心選手として活躍したが、惜しくも本戦出場権獲得には至らなかった。
UNCAFカップ2001のホンジュラス戦で初キャップ。2015年3月時点の成績は93試合3ゴール。主要大会ではFIFAワールドカップ・北中米カリブ海予選、CONCACAFゴールドカップに参加した。準優勝した2005 CONCACAFゴールドカップでは大会ベストイレブンに選出された。
2018 FIFAワールドカップでは、イングランド戦で6点ビハインドの状況からパナマのW杯初ゴールを決めた。

## 代表歴

### 出場大会
- パナマ代表
  - 2018 FIFAワールドカップ

### 試合数
- 国際Aマッチ 103試合 4得点（2001年-2018年）[4]

| パナマ代表 | 国際Aマッチ | 国際Aマッチ |
| 年         | 出場        | 得点        |
| ---------- | ----------- | ----------- |
| 2001       | 3           | 0           |
| 2002       | 0           | 0           |
| 2003       | 3           | 0           |
| 2004       | 4           | 1           |
| 2005       | 13          | 0           |
| 2006       | 2           | 0           |
| 2007       | 13          | 1           |
| 2008       | 1           | 0           |
| 2009       | 5           | 0           |
| 2010       | 3           | 0           |
| 2011       | 16          | 0           |
| 2012       | 9           | 0           |
| 2013       | 9           | 0           |
| 2014       | 1           | 0           |
| 2015       | 4           | 0           |
| 2016       | 8           | 1           |
| 2017       | 6           | 0           |
| 2018       | 3           | 1           |
| 通算       | 103         | 4           |

### 得点
2018年6月24日現在
| #  | 開催日         | 会場               | 対戦国         | スコア | 結果 | 試合概要                    |
| -- | -------------- | ------------------ | -------------- | ------ | ---- | --------------------------- |
| 1. | 2004年11月17日 | パナマ市           | エルサルバドル | 2–0    | 3–0  | 2006 FIFAワールドカップ予選 |
| 2. | 2007年2月16日  | サンサルバドル     | グアテマラ     | 2–0    | 2–0  | UNCAFカップ2007             |
| 3. | 2016年3月29日  | パナマ市           | ハイチ         | 1–0    | 1–0  | 2018 FIFAワールドカップ予選 |
| 4. | 2018年6月24日  | ニジニ・ノヴゴロド | イングランド   | 1–6    | 1–6  | 2018 FIFAワールドカップ     |

## タイトル

### クラブ
パラナエンセ
- カンピオナート・パラナエンセ (1): 2005

モンテレイ
- リーガMX (1): アペルトゥーラ 2009

サントス・ラグナ
- リーガMX (1): クラウスーラ 2012

### 個人
- 2005 CONCACAFゴールドカップ大会ベストイレブン